# Клоу, Райан
Райан Клоу (англ. Ryane Clowe; 30 сентября 1982, Сент-Джонс, Ньюфаундленд и Лабрадор, Канада) — бывший профессиональный канадский хоккеист, крайний нападающий.

## Игровая карьера
Райан отыграл три сезона в Главной юниорской хоккейной лиге Квебека (англ. Quebec Major Junior Hockey League сокр. QMJHL) в составе команд «Римуски Осеаник» и «Монреаль Рокет» с 2000 по 2003 год. После первого сезона в QMJHL (в котором Клоу записал на свой счёт 25 результативных баллов, в 32 матчах регулярного сезона) молодого хоккеиста на драфте 2001 года задрафтовывает клуб «Сан-Хосе Шаркс» в 6 раунде под общим 175—м номером.

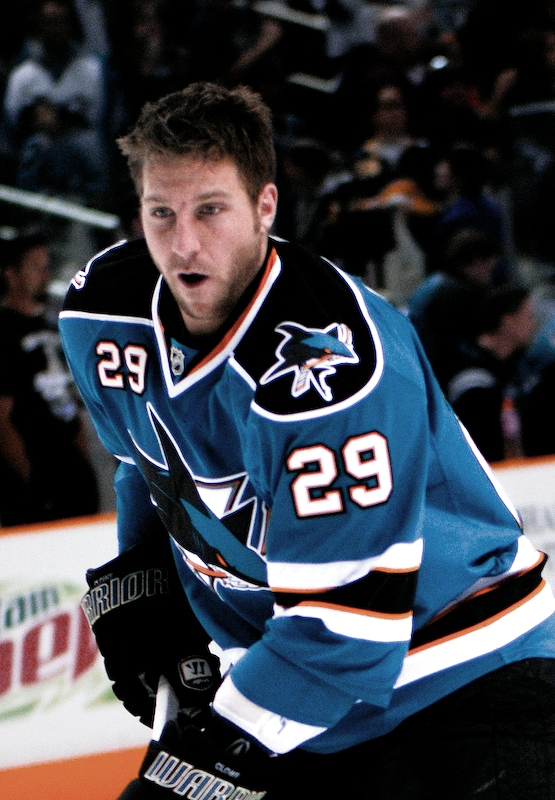
В составе «Шаркс» Клоу играл на протяжении восьми сезонов.

Начиная с сезона 2003/04 Райан начинает играть в Американской хоккейной лиге (АХЛ) за фарм-клуб «Сан-Хосе Шаркс» — «Кливленд Бэронс». По итогам дебютного сезона Клоу сыграл в 72 матчах, в которых отметился 11 заброшенными шайбами и 29 результативными передачами, заработав в общей сложности 40 очков. Кроме того Райна выходил на лёд в 8 матчах розыгрыша плей—офф.
Следующий сезон — 2004/05, из—за локаута в Национальной хоккейной лиге (НХЛ), Райан также полностью отыграл в АХЛ, получив по итогам сезона звание самого ценного игрока.
6 сентября 2005 года Клоу подписывает контракт с «Шаркс» сроком на 3 года, однако сезон 2005/06 Райан начинает играя за «Кливленд Бэронс».
Начиная с сезона 2006/07, благодаря проявленному усердию, Клоу закрепляется в основном составе «Сан-Хосе». В середине сезона тренерский штаб «Акул» ставит молодого хоккеиста играть при розыгрыше большинства и в первое звено с опытными нападающими — Патриком Марло и Джо Торнтоном. 6 января 2007 года в матче против «Коламбус Блю Джекетс» Райан оформляет первый хет-трик в НХЛ, поразив тремя точными бросками ворота Фредрика Норрены. Свою первую шайбу в рамках плей—офф Клоу забросил 13 апреля 2007 года в четвертьфинальной серии Западной конференции, в которой хоккеистам «Сан-Хосе Шаркс» противостояли игроки «Нэшвилл Предаторз».
28 октября 2007 года в матче против «Коламбус Блю Джекетс» Клоу получил травму колена, из—за которой был вынужден пропустить 5 месяцев. Следующее появление Райана на льду состоялось только 30 марта 2008 года в матче против «Финикс Койотис». Всего в сезоне 2007/08 Клоу сыграл только в 15 матчах. Также он помог своему клубу в розыгрыше плей—офф дойти до финала Западной конференции, где «Акулы» уступили в шестиматчевом противостоянии борьбу за заветный трофей будущему обладателю Кубка Стэнли 2008 — клубу «Детройт Ред Уингз». Клоу в 13 играх набрал 9 очков.
В августе 2008 года, уже находясь в статусе ограниченно свободного агента, после долгих переговоров с руководством клуба «Сан-Хосе Шаркс» Райан подписал однолетний контракт стоимостью $1,6 млн.
3 июля 2009 года Клоу подписывает новое четырёхлетнее соглашение с «Акулами», по которому зарплата игрока составит $3,5 млн за сезон.
5 апреля 2012 года в матче против «Лос-Анджелес Кингз», находясь на скамейке запасных, Райан приостановил движение шайбы, тем самым помешав нападающему «Кингз» — Джаррету Столлу продолжить опасную атаку на свои ворота.
25 февраля 2013 года Клоу был дисквалифицирован на 2 игры регулярного сезона за то, что 23 февраля 2013 года в матче против «Чикаго Блэкхокс» за 8 секунд до окончания третьего периода он выскочил со скамейки запасных на площадку и ввязался в потасовку с нападающим «Чёрных Ястребов» – Эндрю Шоу, который несколькими секундами ранее толкнул на борт Джо Павелски.
2 апреля 2013 года Клоу был обменян в «Нью-Йорк Рейнджерс» на право выбора во 2 и 3 раунде драфта 2013 года. Кроме того, «Акулы» получили право выбора во 2 раунде 2014 года, так как по одному из пунктов обмена драфт-пик переставал быть условным, если «Рейнджерс» дойдут до финала Восточной конференции в сезоне 2013/14.
5 июля 2013 года Райан подписал контракт сроком на 5 лет и общей стоимостью $24,25 млн с «Нью-Джерси Девилз». В сезоне 2013/14 получил два сотрясения мозга, пропустив в общей сложности 39 матчей. 7 ноября 2014 года получил очередное сотрясение, после которого врачи не рекомендовали Клоу продолжать карьеру.
В 2016 году завершил карьеру игрока и вошёл в тренерский штаб «Девилз».

## Статистика
| Легенда | Легенда                    | Легенда | Легенда                   | Легенда | Легенда    |
| ------- | -------------------------- | ------- | ------------------------- | ------- | ---------- |
| И       | Количество проведённых игр | Штр     | Штрафное время            | +/−     | Плюс-минус |
| Г       | Голы                       | П       | Голевые передачи          | О       | Очки       |
| -       | Статистика неизвестна      | —       | Статистика не учитывалась |         |            |